# Es Bòrdes
Es Bòrdes – gmina w Hiszpanii, w prowincji Lleida, w Katalonii, o powierzchni 21,67 km². W 2011 roku gmina liczyła 238 mieszkańców.